# 문재인 정부의 국무위원
본 문서는 문재인 정부의 국무위원 명단을 나타낸 것이다.

## 국무위원 명단
| 직위                    | 날짜         | 날짜        | 날짜       | 날짜       | 날짜          | 날짜        | 날짜        | 날짜       | 날짜       | 날짜       | 날짜       | 날짜       | 날짜       | 날짜        | 날짜       | 날짜       | 날짜       |
| ----------------------- | ------------ | ----------- | ---------- | ---------- | ------------- | ----------- | ----------- | ---------- | ---------- | ---------- | ---------- | ---------- | ---------- | ----------- | ---------- | ---------- | ---------- |
| 직위                    | 2017년 6·7월 | 2017년 11월 | 2018년 3월 | 2018년 8월 | 2018년 9·10월 | 2018년 11월 | 2018년 12월 | 2019년 4월 | 2019년 8월 | 2019년 9월 | 2020년 1월 | 2020년 7월 | 2020년 9월 | 2020년 12월 | 2021년 1월 | 2021년 2월 | 2021년 5월 |
| 대통령                  | 문재인       | 문재인      | 문재인     | 문재인     | 문재인        | 문재인      | 문재인      | 문재인     | 문재인     | 문재인     | 문재인     | 문재인     | 문재인     | 문재인      | 문재인     | 문재인     | 문재인     |
| 국무총리                | 이낙연       | 이낙연      | 이낙연     | 이낙연     | 이낙연        | 이낙연      | 이낙연      | 이낙연     | 이낙연     | 이낙연     | 정세균     | 정세균     | 정세균     | 정세균      | 정세균     | 정세균     | 김부겸     |
| 기획재정부 장관         | 김동연       | 김동연      | 김동연     | 김동연     | 김동연        | 김동연      | 홍남기      | 홍남기     | 홍남기     | 홍남기     | 홍남기     | 홍남기     | 홍남기     | 홍남기      | 홍남기     | 홍남기     | 홍남기     |
| 교육부 장관             | 김상곤       | 김상곤      | 김상곤     | 김상곤     | 유은혜        | 유은혜      | 유은혜      | 유은혜     | 유은혜     | 유은혜     | 유은혜     | 유은혜     | 유은혜     | 유은혜      | 유은혜     | 유은혜     | 유은혜     |
| 과학기술정보통신부 장관 | 유영민       | 유영민      | 유영민     | 유영민     | 유영민        | 유영민      | 유영민      | 유영민     | 유영민     | 최기영     | 최기영     | 최기영     | 최기영     | 최기영      | 최기영     | 최기영     | 임혜숙     |
| 외교부 장관             | 강경화       | 강경화      | 강경화     | 강경화     | 강경화        | 강경화      | 강경화      | 강경화     | 강경화     | 강경화     | 강경화     | 강경화     | 강경화     | 강경화      | 강경화     | 정의용     | 정의용     |
| 통일부 장관             | 조명균       | 조명균      | 조명균     | 조명균     | 조명균        | 조명균      | 조명균      | 김연철     | 김연철     | 김연철     | 김연철     | 이인영     | 이인영     | 이인영      | 이인영     | 이인영     | 이인영     |
| 법무부 장관             | 박상기       | 박상기      | 박상기     | 박상기     | 박상기        | 박상기      | 박상기      | 박상기     | 박상기     | 조국       | 추미애     | 추미애     | 추미애     | 추미애      | 박범계     | 박범계     | 박범계     |
| 국방부 장관             | 송영무       | 송영무      | 송영무     | 송영무     | 정경두        | 정경두      | 정경두      | 정경두     | 정경두     | 정경두     | 정경두     | 정경두     | 서욱       | 서욱        | 서욱       | 서욱       | 서욱       |
| 행정안전부 장관         | 김부겸       | 김부겸      | 김부겸     | 김부겸     | 김부겸        | 김부겸      | 김부겸      | 진영       | 진영       | 진영       | 진영       | 진영       | 진영       | 전해철      | 전해철     | 전해철     | 전해철     |
| 문화체육관광부 장관     | 도종환       | 도종환      | 도종환     | 도종환     | 도종환        | 도종환      | 도종환      | 박양우     | 박양우     | 박양우     | 박양우     | 박양우     | 박양우     | 박양우      | 박양우     | 황희       | 황희       |
| 농림축산식품부 장관     | 김영록       | 김영록      | 공석       | 이개호     | 이개호        | 이개호      | 이개호      | 이개호     | 김현수     | 김현수     | 김현수     | 김현수     | 김현수     | 김현수      | 김현수     | 김현수     | 김현수     |
| 산업통상자원부 장관     | 백운규       | 백운규      | 백운규     | 백운규     | 성윤모        | 성윤모      | 성윤모      | 성윤모     | 성윤모     | 성윤모     | 성윤모     | 성윤모     | 성윤모     | 성윤모      | 성윤모     | 성윤모     | 문승욱     |
| 보건복지부 장관         | 박능후       | 박능후      | 박능후     | 박능후     | 박능후        | 박능후      | 박능후      | 박능후     | 박능후     | 박능후     | 박능후     | 박능후     | 박능후     | 권덕철      | 권덕철     | 권덕철     | 권덕철     |
| 환경부 장관             | 김은경       | 김은경      | 김은경     | 김은경     | 김은경        | 조명래      | 조명래      | 조명래     | 조명래     | 조명래     | 조명래     | 조명래     | 조명래     | 조명래      | 한정애     | 한정애     | 한정애     |
| 고용노동부 장관         | 김영주       | 김영주      | 김영주     | 김영주     | 이재갑        | 이재갑      | 이재갑      | 이재갑     | 이재갑     | 이재갑     | 이재갑     | 이재갑     | 이재갑     | 이재갑      | 이재갑     | 이재갑     | 안경덕     |
| 여성가족부 장관         | 정현백       | 정현백      | 정현백     | 정현백     | 진선미        | 진선미      | 진선미      | 진선미     | 진선미     | 이정옥     | 이정옥     | 이정옥     | 이정옥     | 정영애      | 정영애     | 정영애     | 정영애     |
| 국토교통부 장관         | 김현미       | 김현미      | 김현미     | 김현미     | 김현미        | 김현미      | 김현미      | 김현미     | 김현미     | 김현미     | 김현미     | 김현미     | 김현미     | 변창흠      | 변창흠     | 변창흠     | 노형욱     |
| 해양수산부 장관         | 김영춘       | 김영춘      | 김영춘     | 김영춘     | 김영춘        | 김영춘      | 김영춘      | 문성혁     | 문성혁     | 문성혁     | 문성혁     | 문성혁     | 문성혁     | 문성혁      | 문성혁     | 문성혁     | 문성혁     |
| 중소벤처기업부 장관     | 공석         | 홍종학      | 홍종학     | 홍종학     | 홍종학        | 홍종학      | 홍종학      | 박영선     | 박영선     | 박영선     | 박영선     | 박영선     | 박영선     | 박영선      | 박영선     | 권칠승     | 권칠승     |

## 같이 보기
- 문재인 정부
- 국무위원